# Wowhead
Wowhead是一个與魔兽世界有關的数据库、指南網站以及网络论坛。它由腾讯的子公司 . I. Fanbyte所持有。 

## 历史
2006年4月4日至6月25日期间，該網站仍然处于测试阶段  ，数据库網站于2006年6月26日正式发布。 該數據庫的內容由用户生成。Wowhead後來被Fanbyte收购 。
2022年3月初開始，中国、印度尼西亚、菲律宾、泰国、土耳其、塞尔维亚和印度的網民無法訪問Wowhead。